# 5 avril
Pour les articles homonymes, voir Cinq-Avril.
5 mars 5 mai
Chronologies thématiques
- Croisades
- Ferroviaires
- Sports
- Disney
- Anarchisme
- Catholicisme

Abréviations / Voir aussi
- (° 1852) = né en 1852
- († 1885) = mort en 1885
- a.s. = calendrier julien
- n.s. = calendrier grégorien
- Calendrier
- Calendrier perpétuel
- Liste de calendriers
- Naissances du jour

Le 5 avril est le 95e jour, moins souvent le 96e, de l'année du calendrier grégorien ; il en reste ensuite 270.
Son équivalent était généralement le 16e jour du mois de germinal dans le calendrier républicain / révolutionnaire français, officiellement dénommé jour de la laitue.

## Événements

### IXesiècle
- 823 : Lothaire Ier est couronné coempereur par le pape Pascal Ier.

### XIesiècle
- 1097 : le jour de Pâques, Godefroy de Bouillon et son frère Baudouin de Boulogne acceptent de prêter le serment d'allégeance à l'empereur byzantin Alexis Ier Comnène.

### XIIIesiècle

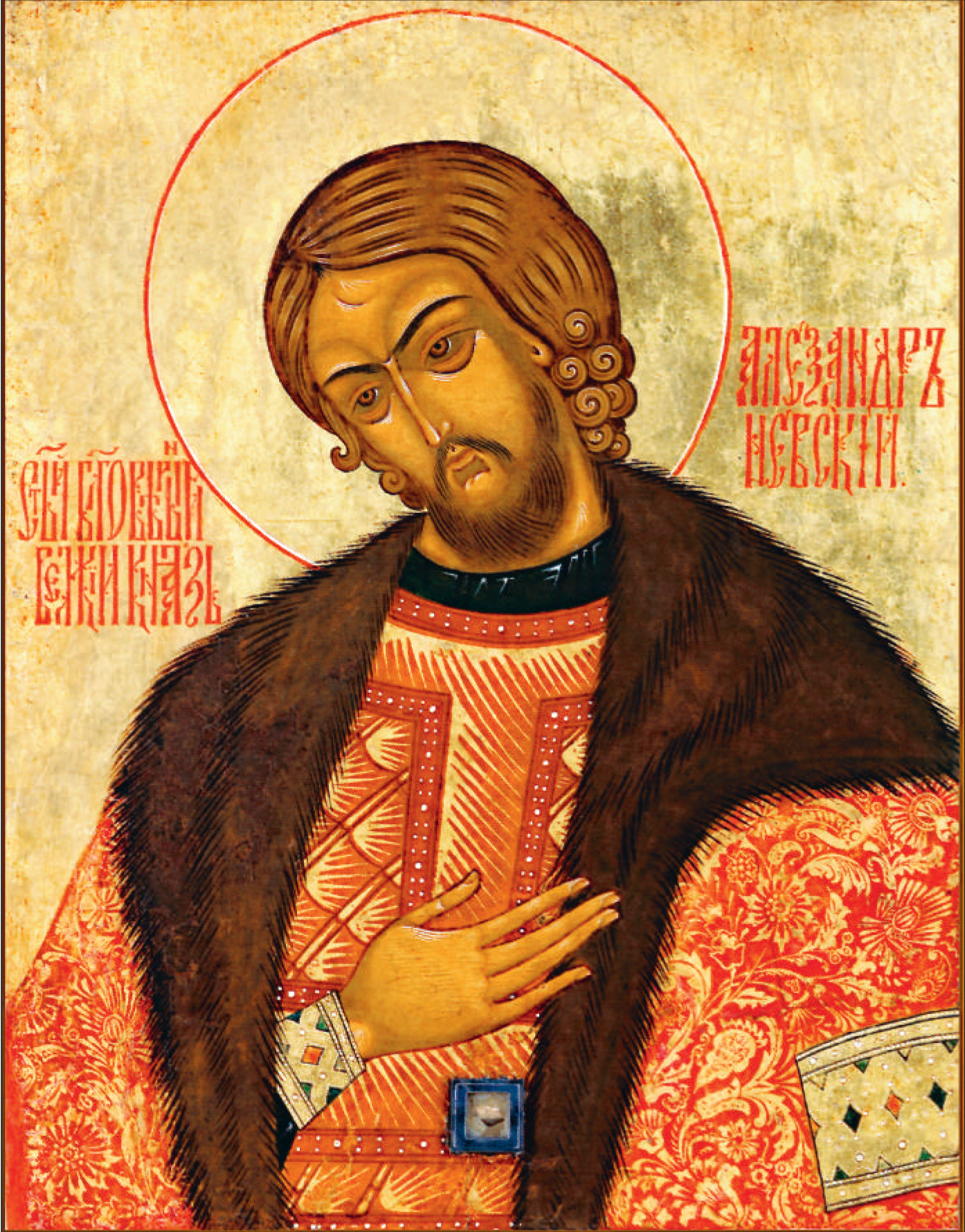
Le « héros » Alexandre Nevski de la bataille du lac Peïpous

- 1214 : Jean sans Terre est à Angoulême, et fait mine de retourner à La Rochelle, pour entraîner l'ost de Philippe Auguste vers le sud[1].
- 1242 : bataille du lac Peïpous en Europe du Nord. Le prince de Novgorod, Alexandre Nevski, remporte une victoire décisive sur l'ordre Teutonique.

### XIVesiècle
- 1356 : arrestation par le roi Valois Jean II le Bon de France de son cousin Charles le Mauvais de Navarre après son rapprochement avec leur parent le roi Édouard III d'Angleterre en pleine guerre de Cent ans.

### XVIesiècle
- 1566 : présentation du Compromis des Nobles à Marguerite de Parme, ce qui conduira à la guerre de Quatre-Vingts Ans.

### XVIIesiècle
- 1614 : en Angleterre, second parlement du règne de Jacques Ier, qui siégea jusqu'au 7 juin 1614 et est dénommé Parlement stérile[2].

### XVIIIesiècle
- 1794 : ce 16 germinal an II, exécution de Danton et de ses partisans.
- 1795 : ce 16 germinal an III, par le traité de Bâle, le  royaume de Prusse se retire de la guerre contre la France.
- 1800 : ce 15/16 germinal an VIII, combat de Cadibona.

### XIXesiècle
- 1818 : victoire de l'Armée des Andes à la bataille de Maipú, assurant l'indépendance du Chili.
- 1862 : début du siège de Yorktown, pendant la guerre de Sécession.
- 1884 : en France, loi de 1884 sur l'organisation municipale.

### XXesiècle
- 1939 : Albert Lebrun est réélu président de la République française.
- 1942 : échec de l'Opération Myrmidon.
- 1945 : insurrection géorgienne de Texel (jusqu'au 20 mai).
- 1946 : l'Armée rouge se retire de Bornholm.
- 1992 : début du siège de Sarajevo.
- 1998 : mariage de Marie-Esméralda de Belgique et de Salvador Moncada.

### XXIesiècle
- 2013 : mise en place de l'Observatoire de la laïcité en France.
- 2024 : en Équateur, un raid contre l'ambassade du Mexique survient lorsque la délégation à Quito est attaquée par la police et les forces militaires équatoriennes, en violation de la Convention de Vienne de 1961 sur les relations diplomatiques et de la Convention de Caracas de 1954 sur l'asile diplomatique (en). Ce raid a pour but d'arrêter l'ancien vice-président de l'Équateur, Jorge Glas, condamné pour corruption et résidant à l'ambassade depuis le 17 décembre 2023[3].

## Arts, culture et religion
- 1829 : Élection du pape Pie VIII.

## Sciences et techniques
- 2009 : lancement du satellite de communications Kwangmyŏngsŏng 2 par la Corée du Nord.

## Économie et société
- 1693 : création de l'ordre royal et militaire de Saint-Louis par un édit du roi de France Louis XIV.
- 1971 : un manifeste est signé en France dans le magazine Le Nouvel Observateur par 343 femmes revendiquant avoir eu recours à l'avortement (avant sa légalisation vers 1976)[4].
- 1998 : ouverture à la circulation du pont du détroit d'Akashi.
- 2014 : inauguration de la ligne 1 du métro de Panama.
- 2024 : le Zimbabwe introduit une nouvelle monnaie nommée l'or du Zimbabwe[5].

## Naissances

### XIIIesiècle
- 1288 : Go-Fushimi, 93e empereur du Japon († 17 mai 1336).

### XVesiècle
- 1472 : Blanche-Marie Sforza, seconde épouse de l'empereur Maximilien Ier († 31 décembre 1510).Portrait de Thomas Hobbes par John Michael Wright

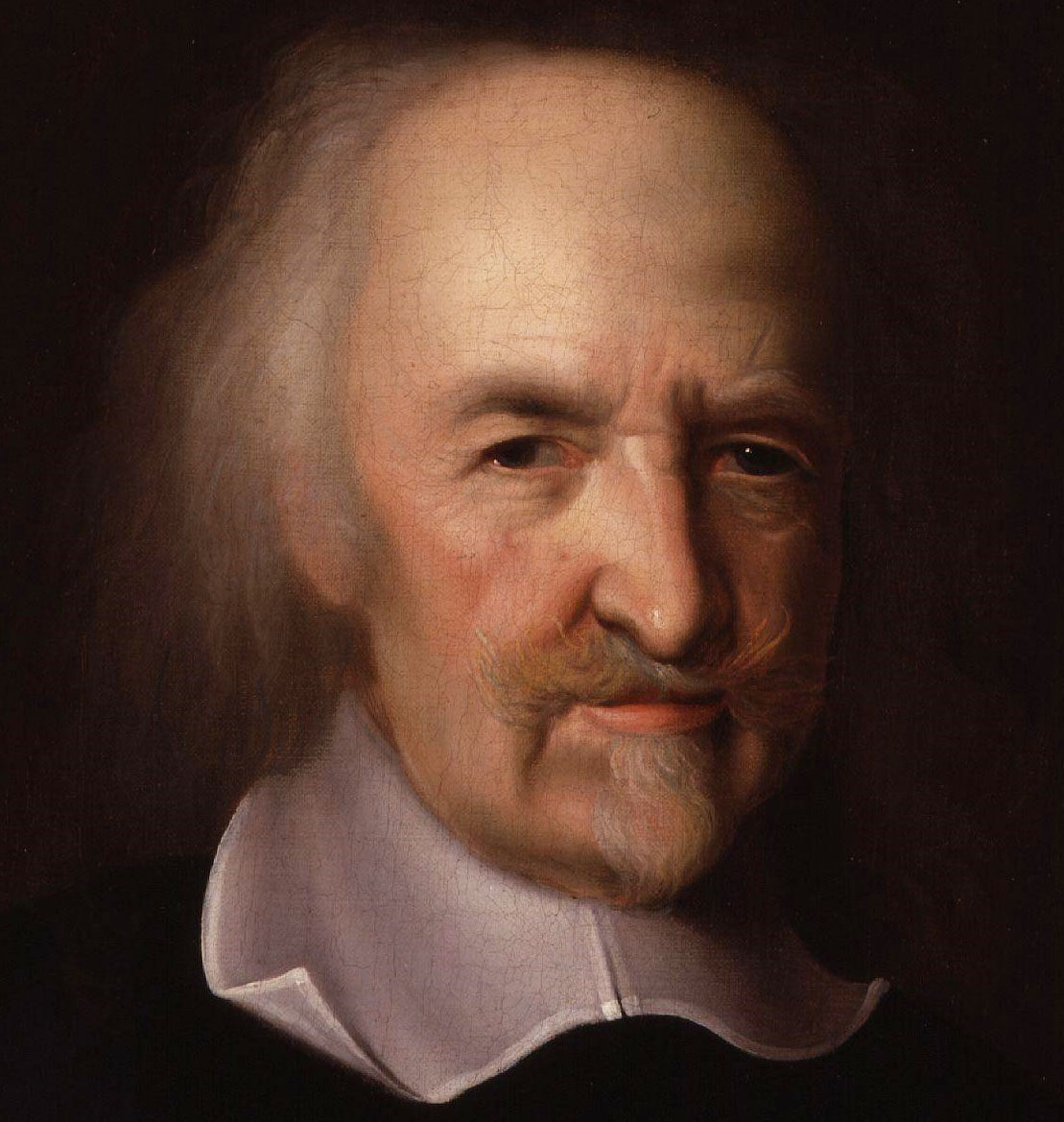
Portrait de Thomas Hobbes par John Michael Wright

### XVIesiècle
- 1523 : Blaise de Vigenère, diplomate, cryptographe, alchimiste et astrologue français († 19 février 1596).
- 1588 : Thomas Hobbes, philosophe anglais († 4 décembre 1679).

### XVIIesiècle
- 1622 : Vincenzo Viviani, mathématicien, physicien et astronome italien († 22 septembre 1703).
- 1692 : Adrienne Lecouvreur, comédienne française († 20 mars 1730).

### XVIIIesiècle
- 1725 : Pascal Paoli, homme politique et militaire corse († 5 février 1807).
- 1732 : Jean-Honoré Fragonard, peintre français († 22 août 1806).
- 1752 : Sébastien Érard, facteur d’instruments de musique français d’origine allemande († 5 août 1831).
- 1754 : Joseph della Faille de Leverghem, homme politique néerlandais († 24 mars 1822).
- 1777 : Jules-César Savigny, zoologiste français († 5 octobre 1851).
- 1788 : Franz Pforr, peintre allemand († 16 juin 1812).

### XIXesiècle
- 1811 : Jules Dupré, peintre français († 6 octobre 1889).
- 1824 : Gustave Boulanger, peintre français († 22 septembre 1888).
- 1832 : Jules Ferry, homme politique français († 17 mars 1893).
- 1837 : Algernon Swinburne, poète britannique  († 10 avril 1909).
- 1845 : Jules Cambon, diplomate, administrateur et académicien français († 19 septembre 1935).
- 1848 : Ulrich Wille, militaire suisse († 31 janvier 1925).
- 1856 : Booker T. Washington, enseignant et écrivain américain, militant pour le droit des Noirs († 14 novembre 1915).
- 1857 : Alexandre Ier, prince bulgare († 17 novembre 1893).
- 1869 : Albert Roussel, compositeur français († 23 août 1937).
- 1874 : Emmanuel Suhard, prélat français († 30 mai 1949).
- 1882 : Natalia Sedova, militante communiste russe, épouse de Léon Trotski († 23 janvier 1962).
- 1883 : Walter Huston, acteur américain († 7 avril 1950).
- 1891 : Laura Vicuña, bienheureuse chilienne († 22 janvier 1904).
- 1894 : Hans Hüttig, officier SS († 23 février 1980).
- 1900 : Spencer Tracy, acteur américain († 10 juin 1967).

### XXesiècle
- 1901 : Melvyn Douglas, acteur américain († 4 août 1981).
- 1903 : Solange Corbin, musicologue française († 17 septembre 1973).
- 1907 : Sanya Thammasak, homme d'État thaïlandais († 6 janvier 2002).
- 1905 : Waldeck Rochet, homme politique français († 15 février 1983).
- 1908 :
  - Bette Davis, actrice américaine († 6 octobre 1989).
  - Herbert von Karajan, chef d'orchestre autrichien († 16 juillet 1989).Gregory Peck dans le film Le Mur invisible en 1947
- 1909 : 

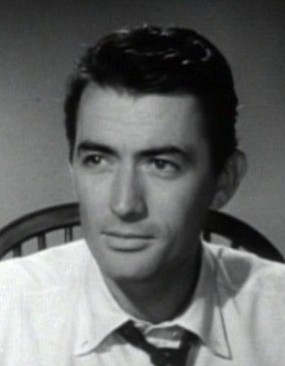
Gregory Peck dans le film Le Mur invisible en 1947

  - Albert R. Broccoli, producteur de cinéma américain († 27 juin 1996).
  - Pierre Lepage, homme politique français († 23 septembre 1974).
- 1911 : Hédi Nouira, homme politique tunisien († 25 janvier 1993).
- 1912 : 
  - Carlos Guastavino, compositeur argentin († 28 octobre 2000).
  - Jéhan de Buhan, escrimeur français, triple champion olympique († 14 septembre 1999).
- 1916 : 
  - Bernard Baily, auteur de bandes dessinées américain († 19 janvier 1996
  - Gregory Peck, acteur américain († 12 juin 2003).
  - Jean Trescases, militaire français († 21 novembre 1951).
- 1917 : Robert Bloch, écrivain et scénariste américain († 23 septembre 1994).
- 1919 : Paule Cloutier-Daveluy, écrivaine et traductrice québécoise († 29 octobre 2016).
- 1920 : Arthur Hailey, écrivain canadien d’origine britannique († 24 novembre 2004).
- 1921 : Christopher Hewett (en), acteur et directeur de théâtre anglais († 3 août 2001).
- 1922 :
  - Harry Freedman (en), musicien, compositeur et pédagogue canadien d'origine polonaise († 16 septembre 2005).
  - Gale Storm, chanteuse et actrice américaine († 27 juin 2009).
- 1923 :
  - Michael V. Gazzo, acteur américain († 14 février 1995).
  - Nguyen Van Thieu, militaire et homme politique sud-vietnamien († 29 septembre 2001).
- 1926 : Roger Corman, producteur, réalisateur et acteur américain.
- 1927 : Xavier Baronnet, prélat français († 8 septembre 2012).
- 1928 : Tony Williams (en), chanteur américain du groupe The Platters († 14 août 1992).
- 1929 :
  - Hugo Claus, romancier, poète, dramaturge, scénariste et réalisateur belge († 19 mars 2008).
  - Nigel Hawthorne, acteur et producteur britannique († 26 décembre 2001).
  - Joe Meek, producteur de musique et compositeur britannique († 3 février 1967).
  - Tchinguiz Sadikhov, pianiste azerbaïdjanais († 30 décembre 2017).
- 1933 :
  - Gilles Cazabon, évêque catholique québécois.
  - Frank Gorshin, acteur américain († 17 mai 2005).
- 1934 :Colin Powell

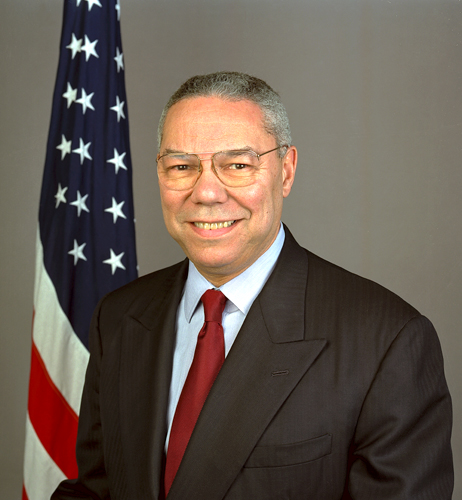
Colin Powell

  - Roman Herzog, homme politique allemand († 10 janvier 2017).
  - Stanley Turrentine, saxophoniste de jazz américain († 12 septembre 2000).
- 1935 :
  - Giovanni Cianfriglia, acteur italien (le gangster poursuivi dans le métro parisien par un Belmondo acrobatique dans "Peur sur la ville").
  - Peter Grant, manager britannique des groupes The Yardbirds, Led Zeppelin et Bad Company († 21 novembre 1995).
  - Donald Lynden-Bell, astrophysicien britannique († 6 février 2018).
- 1937 : Colin Powell, homme politique américain († 18 octobre 2021).
- 1939 : Ronnie White, chanteur américain du groupe The Miracles († 26 août 1995).
- 1940 :
  - René Homier-Roy, journaliste, critique de cinéma et animateur de radio et de télévision québécois.
  - Gilles Proulx, animateur de radio et de télévision québécois.
- 1941 : 
  - Michael Moriarty, acteur américain.
  - Viktor Kurentsov, haltérophile soviétique, champion olympique († 7 avril 2021).
- 1942 :
  - Allan Clarke, chanteur anglais du groupe The Hollies.
  - Pascal Couchepin, homme politique suisse.
  - Peter Greenaway, réalisateur britannique.
  - Doug Peacock, naturaliste et écrivain américain.
- 1943 : Jean-Louis Tauran, prélat français († 5 juillet 2018).
- 1944 : Nicholas Caldwell, musicien américain anciennement du groupe The Whispers († 5 janvier 2016).
- 1946 : 
  - Jane Asher, comédienne et auteure britannique.
  - Tom Wheeler, homme d'affaires et homme politique américain.
- 1947 : Đurđica Bjedov, nageuse yougoslave, championne olympique.
- 1948 : Yves Riou, réalisateur français.
- 1949 : Judith A. Resnik, astronaute américaine († 28 janvier 1986).
- 1950 :
  - Franklin R. Chang-Diaz, astronaute américain.
  - Agnetha Fältskog, chanteuse suédoise du groupe ABBA.
- 1954 : Guy Bertrand, chroniqueur de radio et de télévision canadien.
- 1955 :
  - Christian Gourcuff, footballeur puis entraîneur français.
  - Akira Toriyama, mangaka japonais († 1er mars 2024).
  - Charlotte de Turckheim, actrice française.
- 1956 :
  - Anthony Horowitz, écrivain britannique.
  - Dallas Page, catcheur américain
- 1958 : Daniel Schneidermann, journaliste français.
- 1961 : 
  - Lisa Zane, actrice américaine.
  - Jan Tops, cavalier néerlandais, champion olympique par équipe.
- 1962 : Gord Donnelly, joueur de hockey sur glace canadien.
- 1963 : 
  - Chamseddine El Ouni, poète tunisien.
  - Matthias Baumann, cavalier allemand, champion olympique.
- 1964 : 
  - Princess Erika (Erika Dobong'na dite), chanteuse française descendante d'un chef traditionnel camerounais.
  - Levon Julfalakyan, lutteur arménien, champion olympique.
- 1966 :
  - Fabrice Bénichou, boxeur français.
  - Mike McCready, guitariste américain du groupe Pearl Jam.
- 1968 :
  - Paula Cole, chanteuse américaine.
  - Patrice Godin, acteur québécois.
- 1969 : Ravindra Prabhat, poète, chercheur, journaliste, romancier et écrivain hindi.
- 1970 : Valérie Bonneton, actrice française.
- 1971 : Kim Soo-nyung, archère sud-coréenne, quadruple championne olympique.
- 1972 : James Cracknell, rameur d'aviron britannique, double champion olympique.
- 1973 :
  - Élodie Bouchez, actrice française.
  - Vanessa Demouy, actrice française.
  - Pharrell Williams, auteur-compositeur-interprète, rappeur et producteur américain.
- 1975 :
  - Erlina Doho, artiste indonésien.
  - Shammond Williams, basketteur américain.
- 1976 : 
  - « El Renco » (Antonio Pérez Rueda dit), matador espagnol.
  - Kim Collins, athlète de Saint-Christophe-et-Niévès, spécialiste du sprint.
  - Sterling K Brown, acteur américain.
- 1979 : 
  - Guillaume Philippon, athlète français.
  - Imany (Nadia Mladjao dite), chanteuse française.
- 1980 :
  - Matt Bonner, basketteur américain.
  - Alberta Brianti, joueuse de tennis italienne.
  - Chen Haijian, athlète de sprint chinois.
  - Odlanier Solís, boxeur cubain, champion olympique.
- 1982 :
  - Matheus Vivian, footballeur brésilien.
  - Thomas Hitzlsperger, footballeur international allemand.
  - Alexandre Prémat, pilote de course automobile d'endurance français.
- 1985 :
  - Daniel Congré, footballeur français.
  - Paola Deiana, femme politique italienne.
  - Vincent Glad, journaliste français.
- 1986 : 
  - Anzor Boltukayev, lutteur russe.
  - Wuta Dombaxe, handballeuse angolaise.
  - Kenichi Hayakawa, joueur de badminton japonais.
  - Róbert Kasza, pentathlonien moderne hongrois.
  - Camélia Sahnoune, athlète algérienne.
  - Albert Selimov, boxeur russe naturalisé azerbaïdjanais.
  - Ri Song-chol, patineur artistique nord-coréen.
- 1987 : 
  - Dave Attwood, joueur de rugby à XV anglais.
  - Djabir Naamoune, footballeur algérien.
- 1988 :
  - Quade Cooper, joueur de rugby à XV australien.
  - Pape Sy, basketteur français.
- 1989 :
  - Justin Holiday, basketteur américain.
  - Lily James, actrice anglaise.
- 1990 :
  - Florent David, rink hockeyeur français.
  - Miura Haruma, acteur japonais.
- 1992 :  António Mendes Ferreira, auteur-compositeur-interprète, membre du groupe Calema
- 1996 : Mura Masa (Alex Crossan dit), auteur-compositeur et producteur britannique de musique électronique.
- 1997 : Ida Lien, biathlète norvégienne.

### XXIesiècle
- 2001 : Thylane Blondeau, mannequin française.

## Décès

### IVesiècle
- 304 (date du 5 retenue traditionnellement) : 
  - Irène de Thessalonique, sainte chrétienne (ci-après in fine), martyrisée sous l'empereur romain Dioclétien peu de temps après :
  - ses deux sœurs Agapi (Charité) et Chiona (Neige), leur compagnon Agathon et compagnes Eutychie, Philippa et Casie.

### IXesiècle
- 828 : Nicéphore Ier, patriarche de Constantinople (° 758).

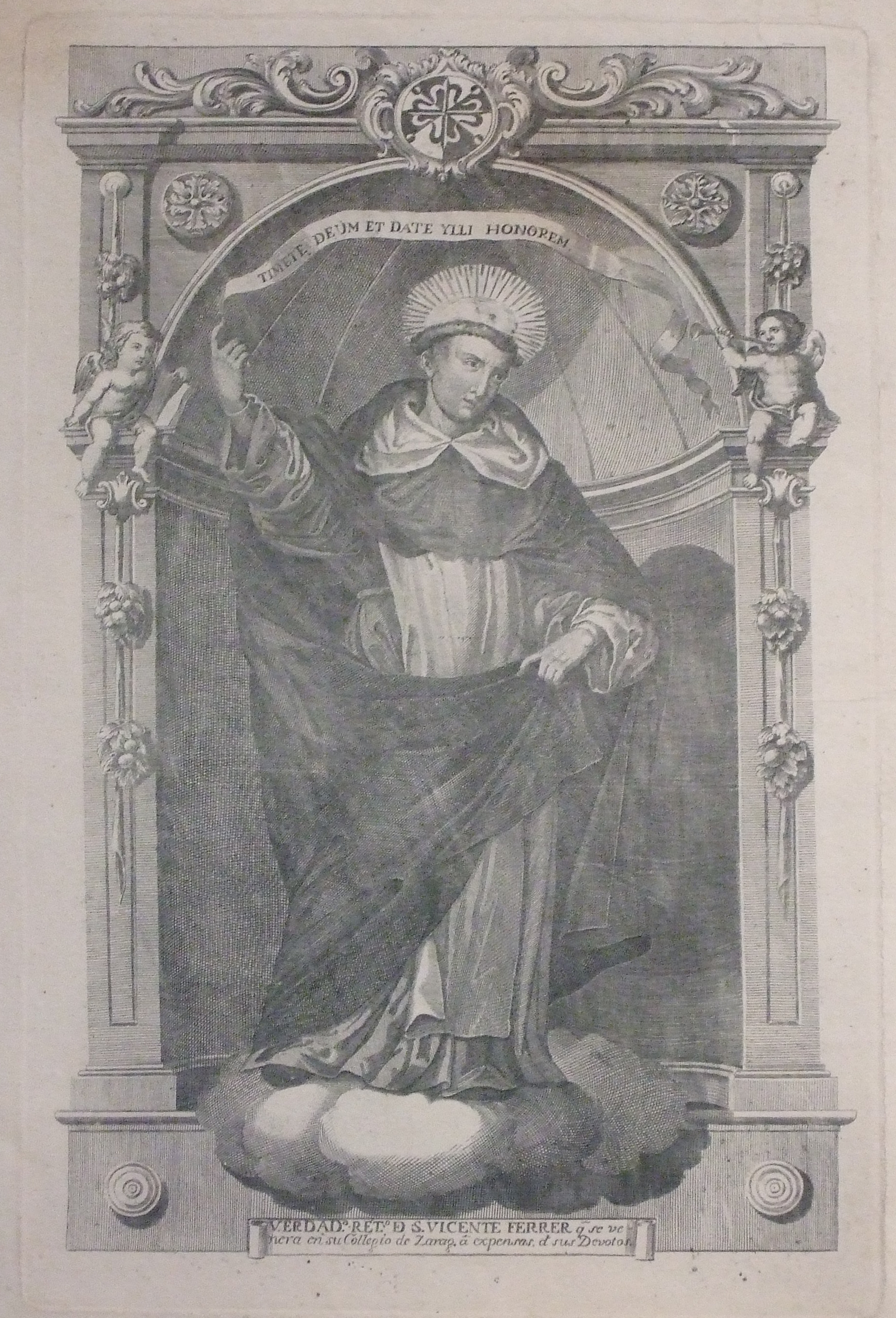
Représentation de saint Vincent Ferrier datée du XIX

### XVesiècle
- 1419 : Vincent Ferrier, homme d'Église et saint aragonais (espagnol) puis breton (° 23 janvier 1350).

### XVIIesiècle
- 1617 : Alonso Lobo, compositeur espagnol (° vers 25 février 1555).
- 1693 : Anne-Marie-Louise d'Orléans dite la Grande Demoiselle, duchesse de Montpensier (° 29 mai 1627).
- 1697 : Charles XI, roi de Suède (° 24 novembre 1655).

### XVIIIesiècle
- 1717 : Jean Jouvenet, peintre français (° 1647).
- 1735 : William Derham, écrivain et homme politique britannique (° 26 novembre 1657).
- 1765 : Edward Young, poète britannique (° 3 juillet 1683).
- 1794 :
  - Hérault de Séchelles, homme politique français (° 15 novembre 1759).Portrait de Georges Danton par Constance-Marie Charpentier

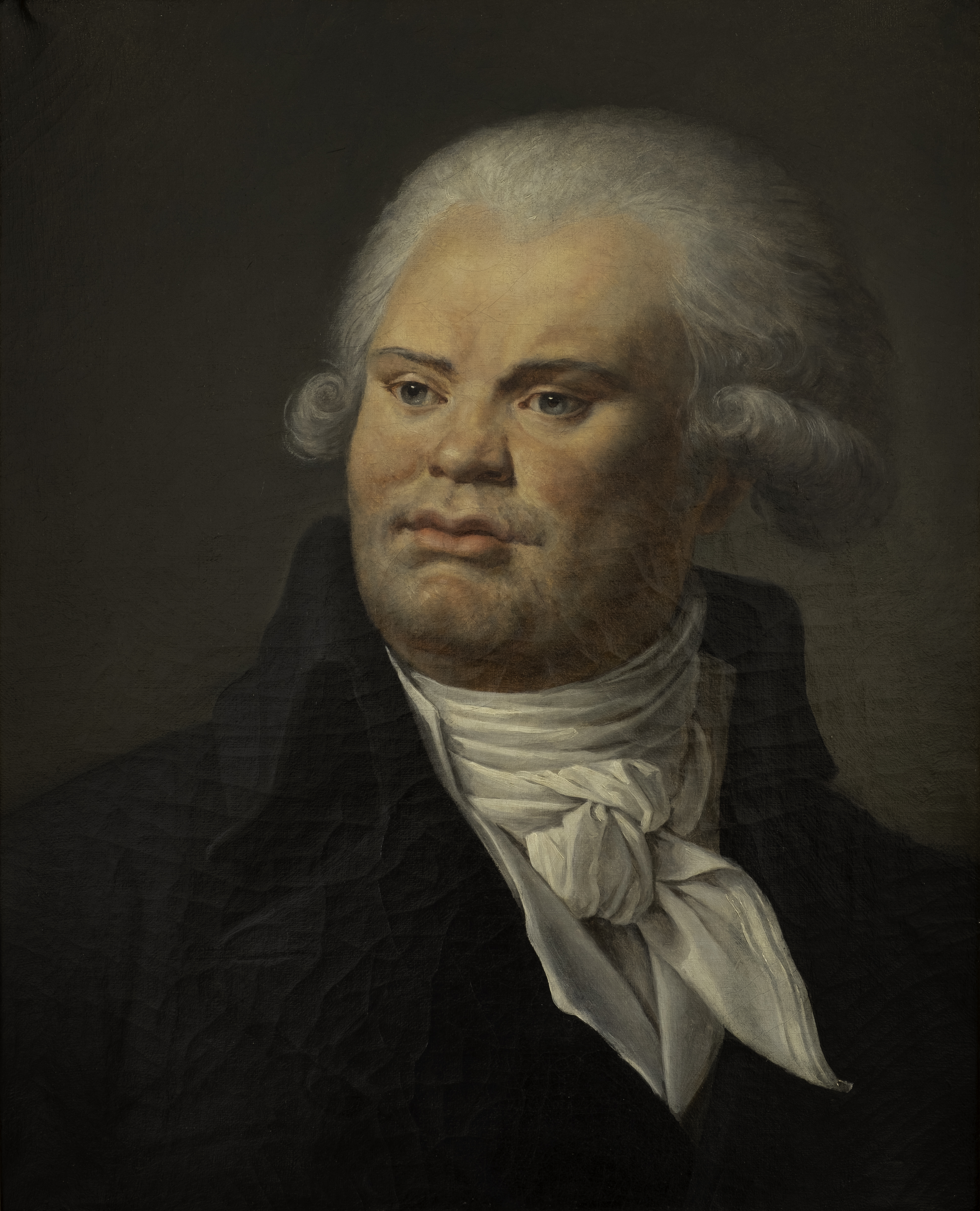
Portrait de Georges Danton par Constance-Marie Charpentier

  - Georges Jacques Danton, homme politique français (° 26 octobre 1759).
  - Camille Desmoulins, homme politique français (° 2 mars 1760).
  - Fabre d'Églantine, poète français (° 28/29 juillet 1750).

### XIXesiècle
- 1871 : Paolo Savi, géologue et ornithologue italien (° 11 juillet 1798).
- 1886 : 
  - Andrea Caronti, bibliothécaire italien (° 27 juin 1798).
  - Séverin Robert, ouvrier et syndicaliste français (° 20 mars 1840).
- 1900 : Georges de Villebois-Mareuil, militaire français (° 22 mars 1847).

### XXesiècle
- 1918 : Paul Vidal de La Blache, géographe français (° 22 janvier 1845).
- 1923 : Lord Carnarvon (George Edward Stanhope Molyneux Herbert dit), égyptologue britannique (° 26 juin 1866).
- 1946 : Vincent Youmans, compositeur et producteur américain (° 27 septembre 1898).
- 1948 : Willard Robertson, acteur américain (° 1er janvier 1886).
- 1954 : 
  - Jesús María Echavarría y Aguirre, évêque mexicain, fondateur de congrégation religieuse (° 6 juillet 1858).
  - Pierre Samuel du Pont (en), homme d’affaires et industriel américain d’origine française (° 15 janvier 1870).
  - Märtha de Suède, princesse de Norvège (° 28 mars 1901).
- 1963 : Jacobus Johannes Pieter Oud, architecte néerlandais (° 9 février 1890).
- 1964 : Tchang Kaï-chek

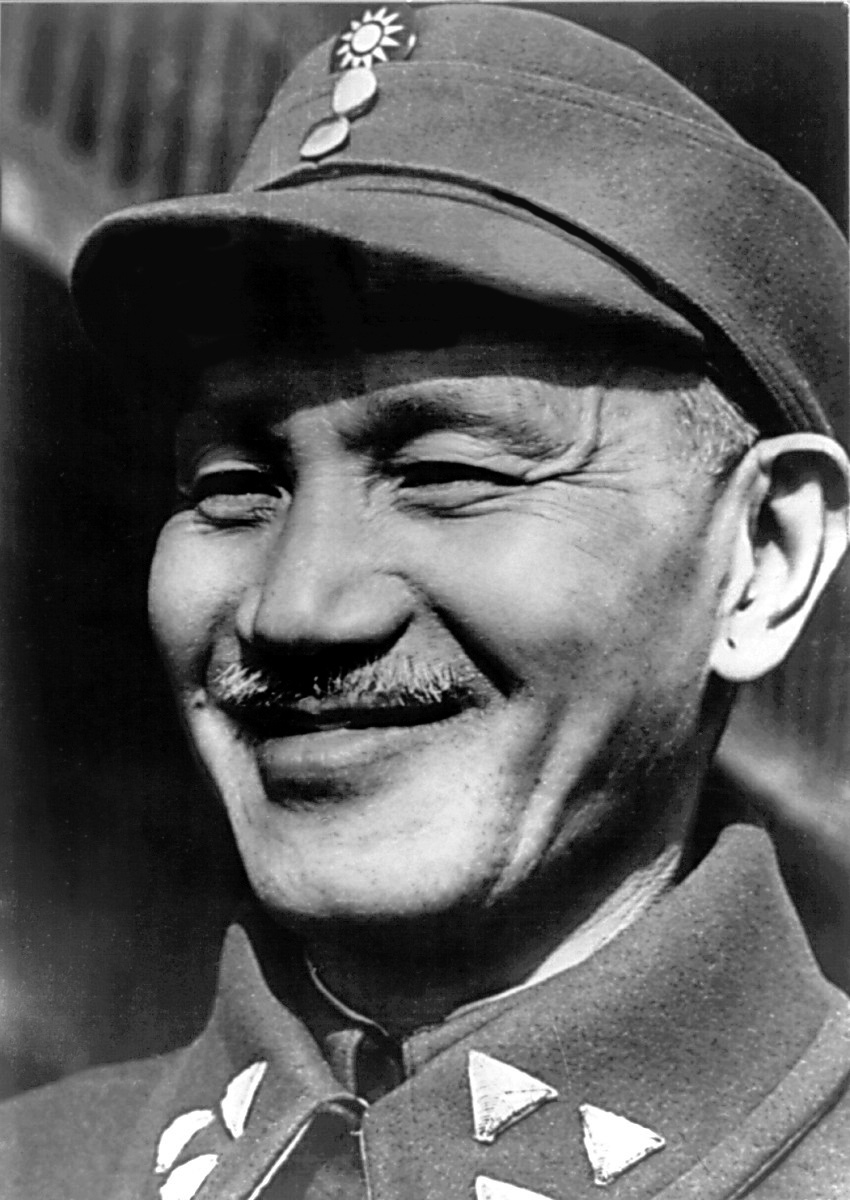
Tchang Kaï-chek

  - Douglas MacArthur, militaire américain (° 26 janvier 1880).
  - James Paul Chapin, ornithologue américain (° 9 juillet 1889).
- 1967 : Hermann Joseph Muller, généticien américain, prix Nobel de physiologie ou médecine 1946 (° 21 décembre 1890).
- 1970 :
  - Gilles Caron, photographe et reporter français de guerre (° 8 juillet 1939).
  - René Château (alias Jean-Pierre Abel), philosophe, militant radical-socialiste et collaborateur français (° 27 juin 1906).
  - Alfred Sturtevant, généticien américain (° 21 novembre 1891).
- 1972 : Brian Donlevy, acteur et producteur britannique (° 9 février 1901).
- 1975 : Tchang Kaï-chek, homme politique chinois, président de Taïwan de 1950 à 1975 (° 31 octobre 1887).
- 1976 :
  - Howard Hughes, homme de cinéma américain (° 24 décembre 1905).
  - Wilder Penfield, neurochirurgien canadien (° 26 janvier 1891).
- 1981 : Bob Hite, chanteur et musicien américain du groupe Canned Heat (° 26 février 1943).
- 1991 : Sonny Carter, astronaute américain (° 15 août 1947).
- 1992 : Samuel Moore Walton, homme d’affaires américain, fondateur de la chaîne Walmart (° 29 mars 1918).
- 1993 : Philippe Habert, politologue français, gendre de Jacques Chirac (° 22 août 1958).
- 1994 : Kurt Cobain, chanteur américain, meneur du groupe Nirvana (° 20 février 1967).
- 1997 : Allen Ginsberg, poète américain (° 3 juin 1926).
- 1998 : Cozy Powell, batteur de rock britannique (° 29 décembre 1947).
- 1999 : Paul David, cardiologue québécois (° 25 décembre 1919).

### XXIesiècle
- 2001 : Olga Lengyel, écrivaine hongroise, rescapée de la Shoah (° 19 octobre 1908).
- 2002 : Layne Staley, chanteur américain du groupe Alice in Chains (° 22 août 1967).
- 2004 :
  - Gébé (Georges Blondeaux dit), dessinateur français et rédacteur de Charlie Hebdo (° 9 juillet 1929).
  - Fernand Goyvaerts, footballeur belge (° 24 octobre 1938).
- 2005 : 
  - Saul Bellow, écrivain américain, d'origine canadienne, prix Nobel de littérature 1976 (° 10 juin 1915,15 juin 1915, ou 10 juillet 1915).
  - Jacques Poitrenaud, réalisateur français (° 22 mai 1922).
- 2006 :
  - Alain de Boissieu, militaire français, compagnon de la Libération, gendre du Général de Gaulle (° 5 juillet 1914).
  - Gene Pitney, chanteur américain (° 17 février 1940).
- 2007 :
  - Mark St. John, guitariste américain (° 7 février 1956).
  - Brigitte Ondoa Essono, journaliste et écrivaine camerounaise et française.
- 2008 : Charlton Heston, acteur, réalisateur et scénariste américain (° 4 octobre 1923).
- 2010 : 
  - Nicole Drouin, mannequine lorraine élue Miss Saint-Tropez 1950, Miss France 1951 (la 21e), 1re dauphine de Miss Europe 1952 et 4e dauphine de Miss Monde 1952 (° 14 juin 1928).
  - Jean Gardahaut, céiste français (° 1949).
- 2011 : Ange-Félix Patassé, homme d’État centrafricain, président de la République centrafricaine de 1993 à 2003 (° 25 janvier 1937).
- 2012 : Jim Marshall, entrepreneur britannique (° 29 juillet 1923).
- 2016 : Roland Ménard, acteur et doubleur vocal français (° 24 août 1923).
- 2017 :
  - Makoto Ōoka, poète et critique littéraire japonais (° 16 février 1931).
  - Ilkka Sinisalo, hockeyeur sur glace finlandais (° 10 août 1958).
- 2019 : 
  - Sydney Brenner, médecin sud-africain, prix Nobel de médecine en 2002 (° 13 janvier 1927).
  - Jean-Pierre Farkas, journaliste français (° 1er janvier 1933).
- 2022 : 
  - Sidney Altman, biochimiste américain (° 7 mai 1939).
  - Boris Brott, violoniste et chef d'orchestre canadien (° 14 mars 1944).
  - Joaquim Carvalho, footballeur international portugais (° 18 avril 1937).
  - David Kilgour, homme politique canadien (° 18 février 1941).
  - Stanisław Kowalski, athlète de sprint polonais (° 14 avril 1910).
  - Jimmy Wang Yu (王羽 en chinois, Wáng Yǔ en pinyin, Jyutping en cantonais, né Wang Zhengquan), acteur et réalisateur taïwanais (° 28 mars 1943).
- 2023 :
  - Bill Butler, directeur de la photographie américain (° 7 avril 1921).
  - Cléante, linguiste et grammairien belge (° 23 octobre 1938).
  - Jean Dérian, homme politique français (° 16 octobre 1932).
  - Duško Gojković, trompettiste et bugliste de jazz yougoslave puis serbe (° 14 octobre 1931).
  - Sergio Gori, footballeur international italien (° 24 février 1946).
  - Masanori Hata, acteur, scénariste et réalisateur japonais (° 17 avril 1935).
  - Ismail Mahmud Hurre, homme politique somalien (° 1943).
  - Ian McIntosh, entraîneur de rugby à XV zimbabwéen  (° 24 septembre 1938).
  - Khalid Naciri, homme politique et avocat marocain (° 5 mars 1946).
  - Kiumars Pourahmad, réalisateur, scénariste, monteur et producteur de cinéma iranien (° 16 décembre 1949).
  - André Riedl, homme d'affaires et un homme politique canadien (° 10 octobre 1940).
  - Serge Sala, auteur, compositeur, interprète et guitariste français (° 9 février 1949).
- 2024 :
  - Jeroni Brasal Vera, joueur international de rink hockey espagnol (° 24 avril 1931).
  - Joseph E. Brennan, homme politique américain (° 2 novembre 1934).
  - Mahammed Boun Abdallah Dionne, homme d'État sénégalais (° 22 septembre 1959).
  - R. F. Lucchetti, écrivain brésilien (° 23 janvier 1930).
  - C.J. Snare, chanteur américain, membre fondateur du groupe FireHouse (° 14 décembre 1959).

## Célébrations

### Internationales
- La journée internationale de la conscience.

### Nationales
- Chine et Taïwan : Qingmingjie, 清明節 ou fête de Qing Ming, une journée consacrée à l'entretien des tombes (équivalant aux jours précédant les 1er et 2 novembre occidentalo-chrétiens par exemple).
- Corée du Sud : 
  - Sikmogil[6], 식목일 ou fête de l'arbre.
  - Hansik ou fête de la nourriture froide.[réf. nécessaire]

### Religieuse
- Bahaïsme : seizième jour du mois de la splendeur (bahá' بهاء), dans le calendrier badīʿ.

### Saints des Églises chrétiennes

#### Saints des Églises catholiques et orthodoxes
Saints des Églises catholiques et orthodoxes :
- Irène de Thessalonique († 304 comme plus haut ci-avant), vierge et martyre à Thessalonique, aux reliques vénérées à Lecce (dans les Pouilles en Italie du sud) et en l'abbaye savoyarde d'Hautecombe en bord ouest du lac du Bourget (5 avril en Occident / 16 avril du calendrier julien (?) en Orient).
- Pherbutha († 342), veuve martyre à Séleucie sous le roi Chapour II.
- Théodora et Théopiste († IXe siècle), une veuve et sa fille devenues moniales à Thessalonique.
- Théodora et Didyme († 304), martyrs légendaires - date orientale. Fêtés le 28 avril en Occident.

#### Saints et bienheureux des Églises catholiques
Saints et bienheureux des Églises catholiques :
- Albert de Montecorvino (it) († 1127), évêque de Montecorvino.
- Catherine Thomas († 1574), religieuse espagnole chanoinesse  de saint Augustin à Palma de Majorque.
- Gérard de Corbie († 1095), religieux picard fondateur de l'abbaye de La Sauve-Majeure.
- Julienne de Cornillon († 1258), augustine à Liège, promotrice de la Fête-Dieu[9].
- Mariano de la Mata Aparicio († 1983), bienheureux prêtre augustin espagnol missionnaire au Brésil.
- Maria Crescentia Hoess († 1744), vierge allemande membre du Tiers-Ordre franciscain.
- Vincent Ferrier († 1419), religieux et prédicateur dominicain espagnol.

#### Saint orthodoxe
Saints orthodoxes du jour (aux dates parfois "juliennes" / orientales) :
- Georges de Samos († 1801), ivrogne repenti, martyr par la main de musulmans à la Nouvelle-Éphèse en Anatolie (Asie Mineure).
- Panaghiotis († 1820), martyr.

### Prénoms du jour
Bonne fête aux Irène et ses variantes : Irena, Iréna, Irene, (Irénée dès les lendemains 6 avril, pour un saint décédé en 305, soit seulement l'année d'après Sainte Irène plus haut) ou Irina (aux lendemains des Isidore les 4 avril),
- voire aux Agapi, Agathon, Casie, Charité, Chiona, Eutychie, Neige, Philippa, et "Paix" -l'étymologie grecque du prénom Irène- (voir aussi les 22 janvier dus à l'autre sainte martyre sous l'Empire romain Irène de Rome).

Et aussi aux Vincent et ses variantes : Vince, Vinnie ou Vinny (originaires de l'anglais) et Vincenzo de l'italien, Vi(n)cente ; ainsi que leurs formes féminines : Vincence, Vincente, Vincentine ou Vincenza, Vincenzina (ces derniers d'origine italienne), etc. (fêtes majeures les 22 janvier, de la naissance du précédent aragonais et breton, ou 27 septembre plus tardivement en francophonie).

## Traditions et superstitions

### Dictons
- « À la sainte-Irène, s'il fait beau, il y aura moins de vin que d'eau. »[10]
- « Le cinq avril, le coucou chante, mort ou vif. »[11]

### Astrologie
- Signe du zodiaque : 16e jour du signe astrologique du Bélier.

## Toponymie
Les noms de plusieurs voies, places, sites ou édifices de pays ou de régions francophones contiennent cette date sous diverses graphies : voir Cinq-Avril .